# Datoria publică a Republicii Moldova
Datoria publică este formată din datoria de stat, datoria Băncii Naționale Moldova, datoria întreprinderilor din sectorul public și datoria UAT.
La data de 31 martie 2013, soldul datoriei publice a constituit 29.294,2 milioane lei moldovenești,
fiind format din:
| Tipul datoriei                               | 2010 milioane lei | 2011 milioane lei | 2012 milioane lei | 2013 milioane lei | față de 2012 | 2018   |
| -------------------------------------------- | ----------------- | ----------------- | ----------------- | ----------------- | ------------ | ------ |
| Datoria de stat                              | 18.870,8          | 19.226,5          | 21.184,7          | 23.521,6          | ▲ 11,03%     | 52.012 |
| Datoria BNM                                  | 2.482,3           | 3.831,54          | 5.637,7           | 5.811,3           | ▲ 1,03%      | 3.733  |
| Datoria întreprinderilor din sectorul public | 1.522,13          | 1.606,85          | 1.907,2           | 2.305,1           | ▲ 1,2%       | 3.299  |
| Datoria UAT                                  | 69.1              | 208,8             | 288,1             | 253,1             | ▼ 12,1%      | 1.013  |
| Total                                        | 22.944,3          | 24.875,8          | 29.017,7          | 31.891,1          | ▲ 9,9%       | 57.881 |

Teritoriul Republicii Moldova este organizat, sub aspect administrativ, în unități administrativ-teritoriale (UAT): raioane, orașe și sate.
În comparație cu situația de la 30 septembrie 2011, soldul datoriei publice s-a majorat cu circa 10,0 la sută la 30 septembrie 2012. La 30 septembrie 2012, datoria publică externă a constituit 19.987,33 milioane lei, iar datoria publică internă a constituit 7.441,85 milioane lei. Comparativ cu situația de la sfîrșitul anului 2011, ponderea datoriei publice
externe în datoria publică totală s-a majorat, cu circa 1,2%. Ponderea datoriei de stat în PIB, la situația din 30 septembrie 2012, a constituit 23,4%. Datoria de stat, la data din 30 septembrie 2012, a fost formată din 70,5%, datorie de stat externă și 29,5% datorie de stat internă. Datoria de stat pe termen scurt se situează la nivelul de 31,2%, ceea ce înseamnă că circa o treime din portofoliul datoriei de stat urmează să ajungă la scadență în decurs de un an.
Datoria pe termen lung constituie circa jumătate din portofoliul datoriei de stat, restul fiind datoria pe termen mediu.
Potrivit structurii pe valute a datoriei de stat, ponderea majoră îi revine datoriei reprezentate de împrumuturile de stat externe în coșul valutar DST– 50,6%, urmată de datoria de stat internă în lei moldovenești – 29,5%, USD – 10,7%, Euro – 6,3%, WPU – 1,6%, JPY – 1,2% , GBP – 0,1% și KWD – 0,1%. În structura datoriei de stat pe valute, cu descompunerea coșului valutar DST, poziția dominantă este ocupată de dolarul SUA – 32,4%, urmat de leul moldovenesc – 29,5% și Euro – 24,3%, iar suma ponderilor celorlalte valute nu depășește valoarea de 15 la sută din total. Ponderea datoriei de stat în dolari SUA și Euro formează circa 57 la sută din portofoliul total al datoriei de stat. În ce privește structura pe tipuri de rată a dobînzii, datoria cu rata dobânzii flotantă a constituit 22,6% din portofoliul datoriei de stat.
Instrumentele de datorie cu rata fixă a dobînzii sunt împrumuturi de stat externe contractate de la organizațiile financiare
internaționale (BEI, BDCE, FIDA, AID, FMI), precum și de la creditori bilaterali precum Guvernul SUA, Banca germană KfW, Fondul Kuweitean, Turk Eximbank). Bonurile de trezorerie emise pe termen scurt pentru asigurarea stabilității financiare. a) împrumuturile de stat externe cu rata flotantă a dobînzii, contractate de la organizațiile financiare internaționale (împrumuturi de la BEI, BIRD, BERD, alocația DST de la FMI), precum și de la creditori bilaterali (Guvernul Japoniei, Guvernul
Rusiei) Valori Mobiliare de Stat emise pe termen mediu (obligațiunile de stat cu termenul de 2 ani), Valori Mobiliare de Stat plasate prin subscriere.
În primele nouă luni ale anului 2012 pentru serviciul datoriei de stat, din bugetul de stat au fost utilizate mijloace în sumă de 525,62 milioane lei, care se compune din:
- Serviciul datoriei de stat externe în valoare de 132,99 milioane lei
- Serviciul datoriei de stat interne în valoare de 392,63 milioane lei

Comparativ cu situația similară a anului precedent, sumele destinate serviciului datoriei de stat s-au majorat cu circa 39,4 % la situația de la 30 septembrie 2012. Ponderea serviciului datoriei de stat în veniturile pe componenta de bază ale bugetului de stat, la data din 30 septembrie 2012, a constituit 4,1%.

## Structura datoriei de stat externe, pe creditori, 2011-2012
|                         | 2011 mil. USD | 2011 Procentual | 30 septembrie 2012 mil. USD | 30 septembrie 2012 Procentual |
| ----------------------- | ------------- | --------------- | --------------------------- | ----------------------------- |
| Creditori multilaterali | 920,05        | 80,5%           | 963,57                      | 82,4%                         |
| AID                     | 433,08        | 47,1%           | 461,29                      | 47,9%                         |
| FMI                     | 325,54        | 35,4%           | 327,54                      | 34,0%                         |
| BIRD                    | 75,08         | 8,2%            | 59,58                       | 6,2%                          |
| FIDA                    | 45,42         | 4,9%            | 50,03                       | 5,2%                          |
| BEI                     | 24,15         | 2,6%            | 40,75                       | 4,2%                          |
| BDCE                    | 13,30         | 1,4%            | 14,84                       | 1,5%                          |
| BERD                    | 3,49          | 0,4%            | 9,54                        | 1,0%                          |
| Creditori bilaterali    | 214,79        | 18,8%           | 199,28                      | 17,0%                         |
| Guvernul Rusiei         | 96,89         | 45,1%           | 84,68                       | 42,5%                         |
| CCC (SUA)               | 33,84         | 15,8%           | 33,44                       | 16,8%                         |
| Guvernul Germaniei      | 16,89         | 7,9%            | 16,88                       | 8,5%                          |
| Guvernul SUA            | 14,82         | 6,9%            | 14,82                       | 7,4%                          |
| Guvernul Japoniei       | 14,62         | 6,8%            | 14,64                       | 7,3%                          |
| Banca germană KfW       | 14,40         | 6,7%            | 13,50                       | 6,8%                          |
| Guvernul României       | 9,40          | 4,4%            | 8,73                        | 4,4%                          |
| Banca japoneză JBIC     | 6,61          | 3,1%            | 4,96                        | 2,5%                          |
| Turk Eximbank           | 6,35          | 3,0%            | 5,56                        | 2,8%                          |
| UniCredit (Austria)     | 0,0           | 0,0%            | 1,48                        | 0,7%                          |
| Fondul Kuweitean        | 0,98          | 0,5%            | 0,63                        | 0,3%                          |
| Creditori comerciali    | 7,63          | 0,7%            | 6,23                        | 0,5%                          |
| Banca Germană AKA       | 7,63          |                 | 6,23                        |                               |
| Total                   | 1.155,66      | 100%            | 1.142,48                    | 100%                          |

La 30 septembrie 2012, exista un singur agent economic beneficiar al garanției de stat externe și anume “Apă-Canal Chișinău” S.A. pentru creditul obținut de la Banca Europeană pentru Reconstrucție și Dezvoltare în sumă de 49,32 milioane lei (3,98 milioane dolari SUA).

## Structura datoriei de stat pe valute
Structura datoriei de stat, pe valute, 2011-2012:
| Cu DST            |       |       | Cu descompunerea DST |       |
| ----------------- | ----- | ----- | -------------------- | ----- |
|                   | 2011  | 2012  | 2011                 | 2012  |
| Ponderea în total |       |       | Ponderea în total    |       |
| DST               | 49,0% | 50,5% |                      |       |
| MDL               | 30,4% | 29,5% | 30,4%                | 29,5% |
| USD               | 12,0% | 10,7% | 33,1%                | 32,4% |
| EUR               | 5,0%  | 6,3%  | 22,3%                | 24,3% |
| JPY               | 1,3%  | 1,2%  | 6,3%                 | 6,2%  |
| WPU               | 2,2%  | 1,6%  | 2,2%                 | 1,6%  |
| KWD               | 0,1%  | 0,1%  | 0,1%                 | 0,1%  |
| GBP               | 0,1%  | 0,1%  | 5,6%                 | 5,9%  |
| Total             | 100%  | 100%  | 100%                 | 100%  |